# أنتال غونتر
أنتال غونتر (بالمجرية: Günther Antal)‏ هو صحفي وسياسي مجري، ولد في 23 سبتمبر 1847 في سيكشفهيرفار في المجر، وتوفي في 23 فبراير 1920 في بودابست في المجر.